# Colpo di Stato di maggio
Il colpo di Stato di maggio (in polacco przewrót majowy o zamach majowy), fu un colpo di stato effettuato in Polonia e portato a termine con successo da Józef Piłsudski tra il 12 maggio e il 14 maggio 1926 per rovesciare il governo del presidente Stanisław Wojciechowski e del primo ministro Wincenty Witos, sostituendolo con un nuovo esecutivo capeggiato dal professore del Politecnico di Leopoli Kazimierz Bartel, e dal movimento politico della Sanacja.
La presidenza fu offerta dapprima a Piłsudski, che però poi declinò l'offerta in favore di Ignacy Mościcki. Piłsudski, tuttavia, rimase il politico più influente della Polonia, e in effetti ne divenne il dittatore fino alla sua morte nel 1935.

## Antefatti
Józef Piłsudski, che controllava in misura considerevole la politica nel ristabilito stato polacco, aveva perso il suo vantaggio all'indomani della fallita offensiva su Kiev della primavera 1920. Egli mantenne una grande stima nei segmenti delle forze armate che avevano avuto origine dalle sue attività precedenti.
Nel novembre 1925 il governo del primo ministro Władysław Grabski fu sostituito da quello di Aleksander Skrzyński, che aveva ricevuto il sostegno dei nazionaldemocratici e del Partito Socialista Polacco (Polska Partia Socjalistyczna, PPS). Il generale Lucjan Żeligowski, che già aveva collaborato con Piłsudski per la costituzione e l'annessione della Lituania Centrale, divenne ministro degli Affari Militari del nuovo governo. Tuttavia, dopo che il PPS ritirò il sostegno, questo governo cadde e venne sostituito da quello di Wincenty Witos, formato dal Partito Popolare Polacco "Piast" e dall'Unione Cristiana d'Unità Nazionale (Chjeno-Piast). Il nuovo governo aveva tuttavia ancora meno sostegno popolare del precedente, e la retorica dei partiti di estrema destra sostenuti da Józef Piłsudski, che vedevano il passaggio dei poteri al Sejm come caotico e pericoloso, prepararono la strada al colpo di Stato.
Gli eventi del colpo di stato vennero ispirati anche dalla percezione di Piłsudski della necessità di misure straordinarie di fronte alle minacce emergenti al mantenimento dell'indipendenza della Polonia. Queste includevano la valutazione di Piłsudski dei Trattati di Locarno firmati dalla Repubblica di Weimar tedesca e dalla Terza Repubblica francese nel 1925, e il Trattato di Berlino, concluso dalla Germania e dall'Unione Sovietica nel 1926. La politica polacca venne scossa da una guerra commerciale con la Germania iniziata nel giugno 1925. Il 16 ottobre vennero firmati i Trattati di Locarno; gli alleati della prima guerra mondiale garantivano la stabilità dei confini occidentali, ma non quelli orientali della Germania.

## Il colpo di Stato
Il 10 maggio 1926 si formò il governo di coalizione dei Democratici Cristiani e degli Agrari (PSL). Lo stesso giorno, Józef Piłsudski, in un'intervista al quotidiano Kurier Poranny ("Il Corriere del Mattino"), si disse "pronto a combattere il male" della sejmocracy (termine sprezzante per una regola del parlamento polacco) e promise un "risanamento" (ripristino della salute) della vita politica. L'edizione del giornale venne confiscata dalle autorità.
La notte tra l'11 e il 12 maggio venne dichiarato lo stato di allerta nella guarnigione militare di Varsavia ed alcune unità marciarono verso Rembertów, dove promisero il loro supporto a Piłsudski. Il 12 maggio marciarono sulla capitale e occuparono i ponti sulla Vistola. Contemporaneamente, il governo legale di Wincenty Witos dichiarò lo stato di emergenza.

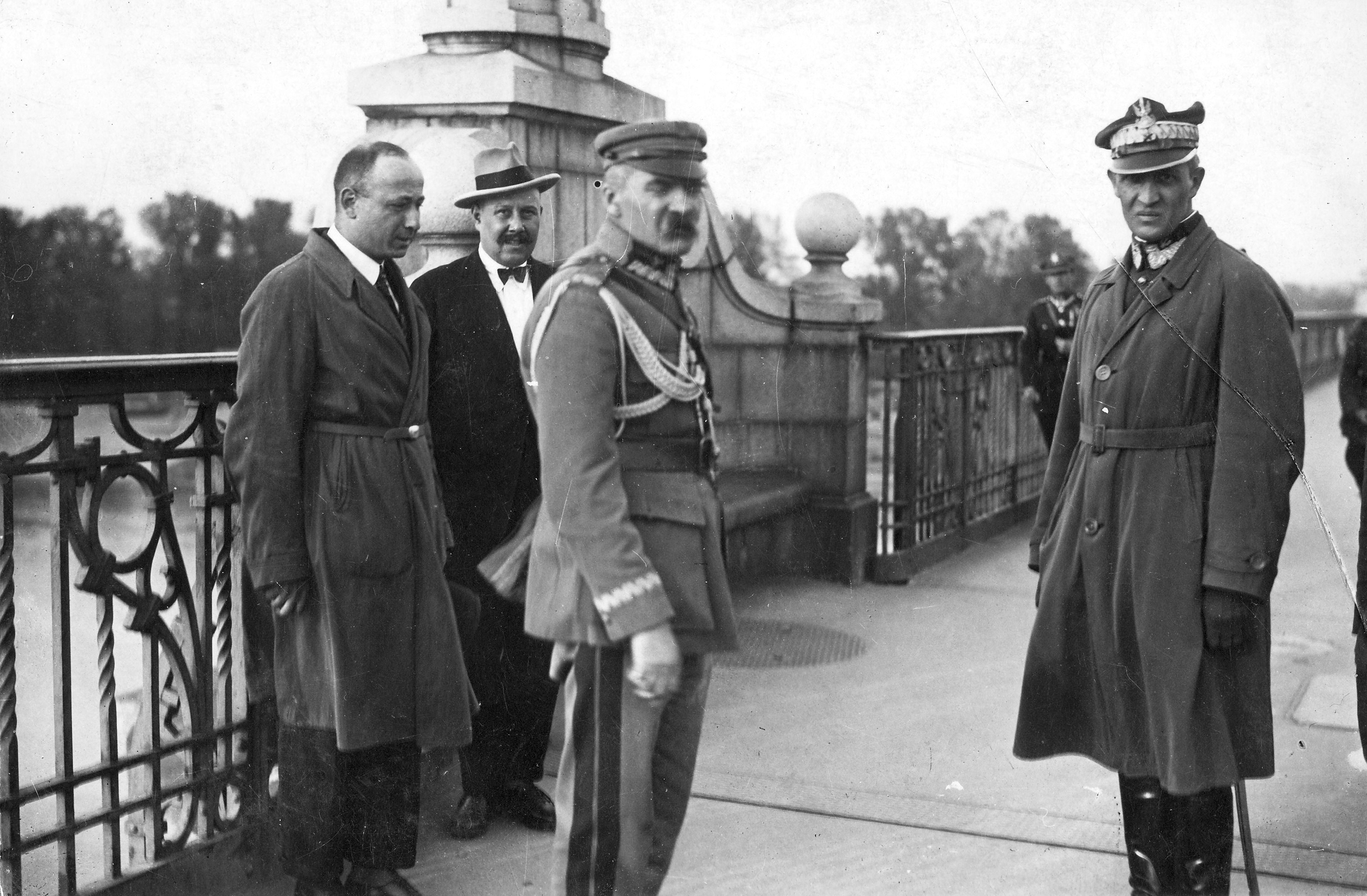
Piłsudski (al centro) sul Ponte Poniatowski (Varsavia, 12 maggio 1926), durante il colpo di Stato. Alla destra si trova il generale Gustaw Orlicz-Dreszer.

Alle 17 circa, sul Ponte Poniatowski, il maresciallo Piłsudski incontrò il presidente Stanisław Wojciechowski. Piłsudski chiese le dimissioni del governo Witos, mentre il presidente chiese la capitolazione di Piłsudski. I negoziati non giunsero ad alcun risultato, pertanto la battaglia scoppiò alle 19 circa. Il giorno successivo, iniziarono una nuova serie di negoziati, con la mediazione dell'arcivescovo Aleksander Kakowski e del maresciallo del Sejm Maciej Rataj; tuttavia, non vi furono effetti. Il 14 maggio il Partito Socialista Polacco dichiarò il proprio sostegno ai ribelli ed invocò uno sciopero generale, sostenuto dal Sindacato dei Ferrovieri (Związek Zawodowy Kolejarzy). Lo sciopero dei ferrovieri socialisti paralizzò le comunicazioni ed impedì ai militari filo-governativi di raggiungere Varsavia. Infine, Wojciechowski e Witos decisero di dimettersi per impedire alla battaglia di Varsavia di trasformarsi in una guerra civile nazionale.
215 soldati e 164 civili persero la vita durante gli eventi, e circa 900 persone rimasero ferite.
Venne formato un nuovo governo diretto dal primo ministro Kazimierz Bartel, e Piłsudski divenne ministro degli Affari Militari del governo. Il 31 maggio l'Assemblea nazionale nominò Piłsudski per la presidenza, ma egli declinò l'offerta. Infine, Ignacy Mościcki divenne il nuovo presidente; tuttavia Piłsudski mantenne in maniera non ufficiale un potere maggiore di quello da semplice ministro.

## Conseguenze
Piłsudski diede inizio al governo della Sanacja (1926-1939) - diretto talvolta con metodi autoritari - con lo scopo di restaurare la salute morale della vita pubblica. Anche se fino alla sua morte, avvenuta nel 1935, Piłsudski giocò un ruolo preponderante nel governo della Polonia, i suoi incarichi ufficiali - eccetto due incarichi da primo ministro nel 1926-1928 e nel 1930 - furono per la maggior parte limitati a quello di ministro della Difesa ed ispettore generale delle forze armate. L'adozione di una nuova costituzione della Polonia nell'aprile 1935 (la cosiddetta Costituzione di Aprile), scritta dai sostenitori di Piłsudski sotto le sue direttive, giunse troppo tardi affinché Piłsudski potesse concorrere alla carica di presidente, che secondo la nuova costituzione aveva maggiori poteri del passato. La Costituzione di Aprile fu in vigore fino allo scoppio della seconda guerra mondiale e rimase valida anche nel governo in esilio prima e dopo la fine della guerra.